# 堀米駅

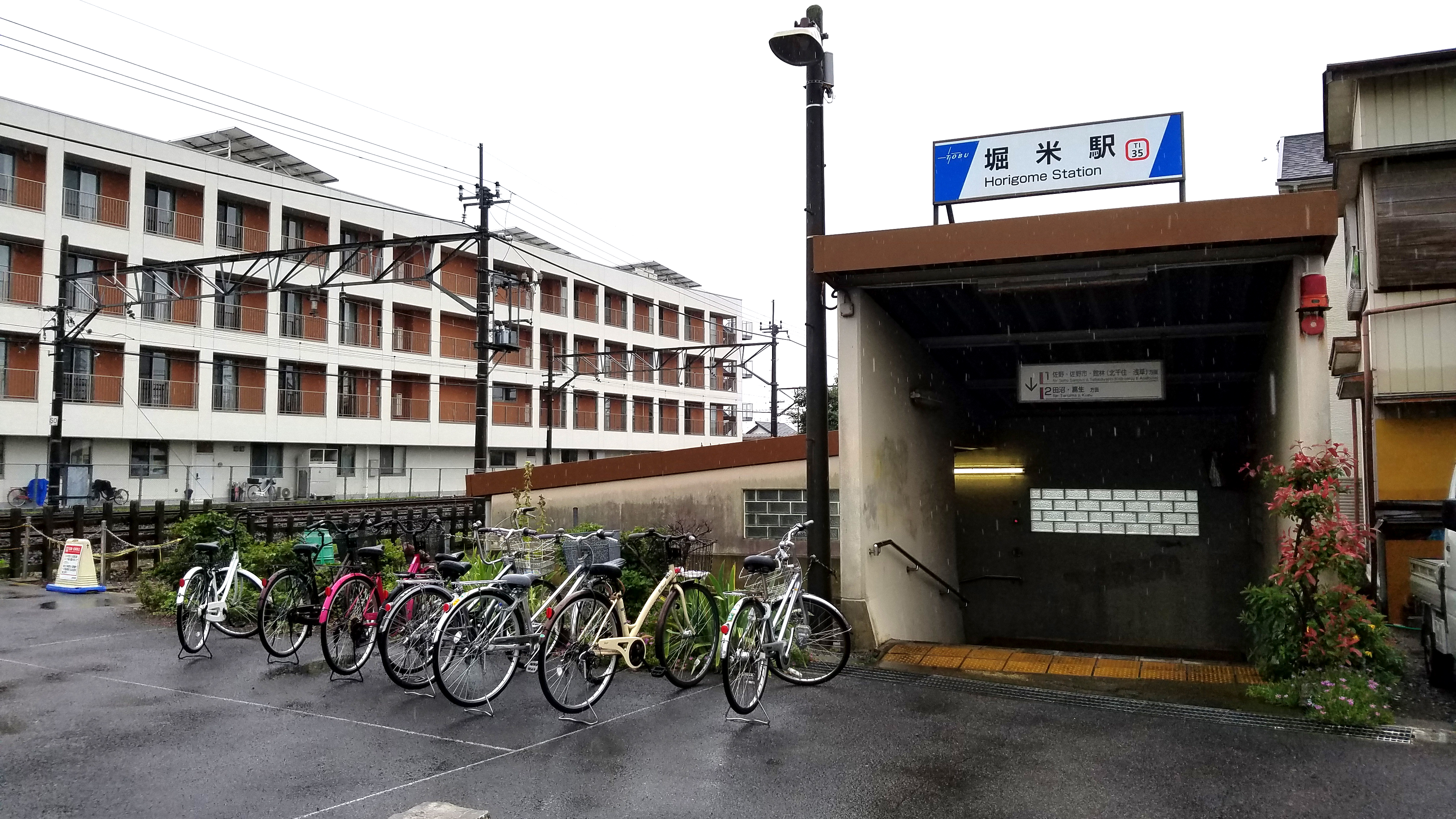
西口（2021年9月）

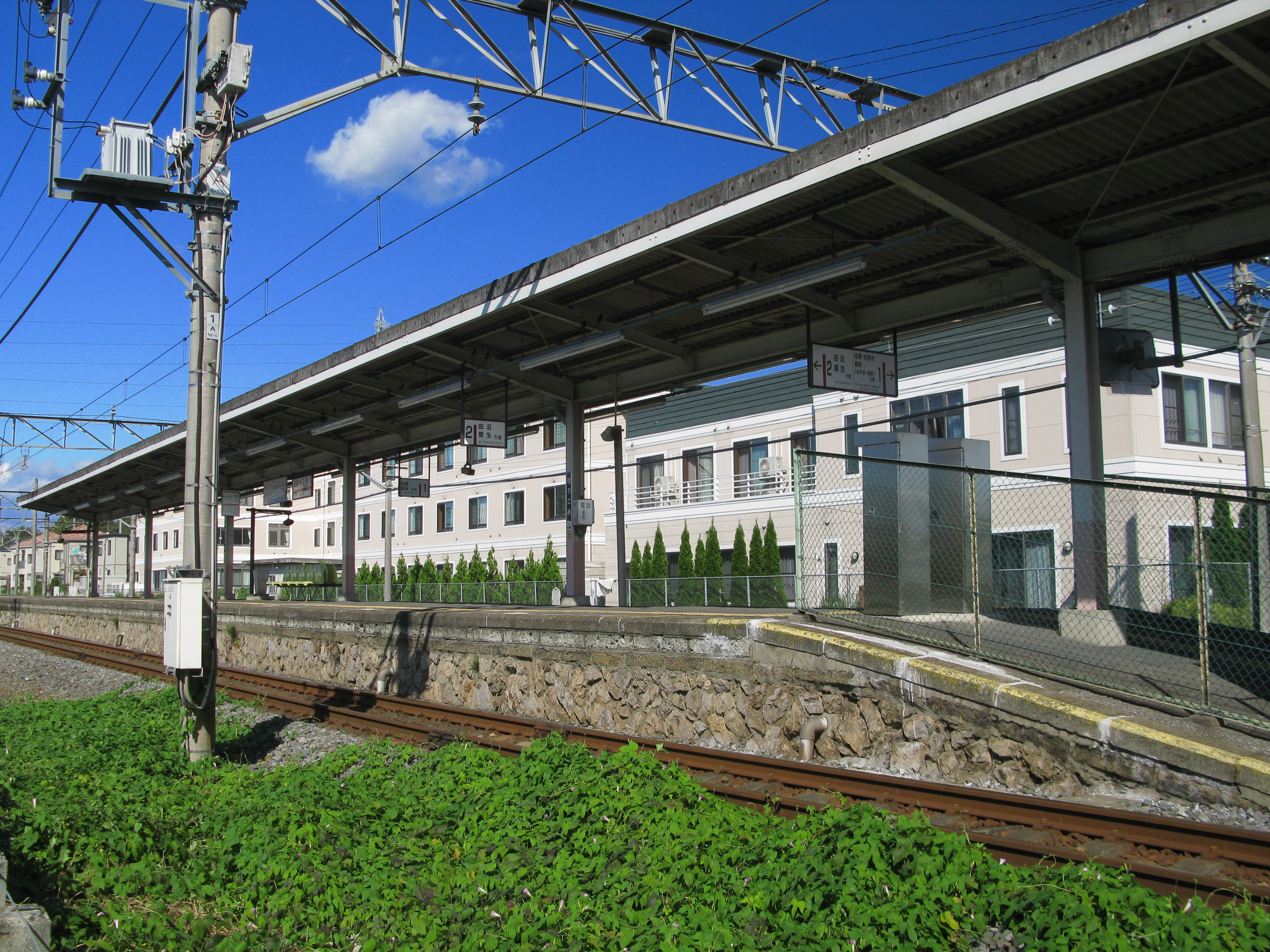
プラットホーム

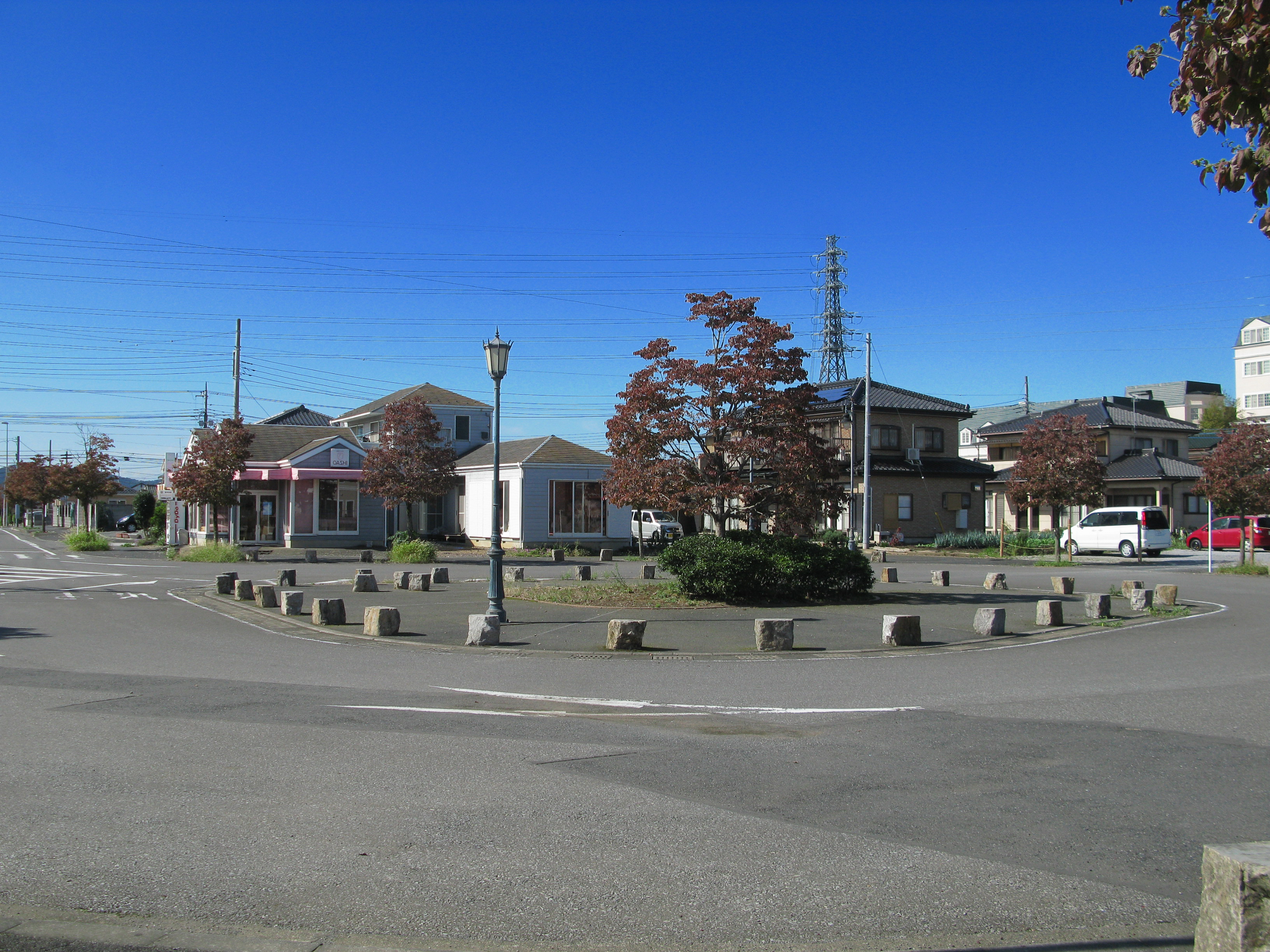
西口駅前広場

堀米駅（ほりごめえき）は、栃木県佐野市堀米町にある東武鉄道佐野線の駅である。駅番号はTI 35。

## 歴史
- 1889年（明治22年）
  - 6月23日：安蘇馬車鉄道の（仮）葛生 - 当駅（吉水駅）間開業とともに開業[2]。
  - 8月10日：当駅 - 佐野間が開業[2]。
- 1894年（明治27年）3月20日：馬車鉄道廃止。佐野鉄道の駅として改めて（旧）吉水駅を開業[1][注釈 1][注釈 2]。
- 1912年（明治45年）3月30日：東武鉄道が佐野鉄道を合併したことに伴い、同社の佐野線の駅となる[1]。
- 1915年（大正4年）
  - 2月1日：（旧）吉水駅を1.3マイル（約2.1 km）佐野寄りに移転し堀米駅に改称[4][1][注釈 3]。
- 1981年（昭和56年）7月1日：駅無人化[7][8]（簡易委託開始）。
- 時期不明 - 簡易委託解除。

## 駅構造
島式ホーム1面2線を有する地上駅である。佐野駅側の線路の東西に出入口があり、ホームとは地下道で連絡している。
無人駅で自動改札機や自動券売機は設置されていない。PASMO・Suica利用客用として入場用1機、出場用2機のICカード簡易改札機と、乗車駅証明書発券機が設置されている。かつては簡易委託先の駅前ふとん店で乗車券が発券されていた。ICカード用のチャージ機はない。

### のりば
| 番線 | 路線   | 方向 | 行先     |
| ---- | ------ | ---- | -------- |
| 1    | 佐野線 | 上り | 館林方面 |
| 2    | 佐野線 | 下り | 葛生方面 |

## 利用状況
2024年度の1日平均乗降人員は436人である。
近年の1日平均乗降人員の推移は下表の通りである｡
| 年度               | 1日平均 乗降人員 |            |
| ------------------ | ---------------- | ---------- |
| 2001年（平成13年） | 514              |            |
| 2002年（平成14年） | 505              |            |
| 2003年（平成15年） | 546              |            |
| 2004年（平成16年） | 499              |            |
| 2005年（平成17年） | 403              |            |
| 2006年（平成18年） | 389              |            |
| 2007年（平成19年） | 388              |            |
| 2008年（平成20年） | 381              |            |
| 2009年（平成21年） | 418              |            |
| 2010年（平成22年） | 407              |            |
| 2011年（平成23年） | 434              |            |
| 2012年（平成24年） | 408              |            |
| 2013年（平成25年） | 418              |            |
| 2014年（平成26年） | 403              |            |
| 2015年（平成27年） | 382              |            |
| 2016年（平成28年） | 356              |            |
| 2017年（平成29年） | 377              |            |
| 2018年（平成30年） | 416              |            |
| 2019年（令和元年） | 424              |            |
| 2020年（令和02年） | 357              |            |
| 2021年（令和03年） | 407              | [ 東武 2 ] |
| 2022年（令和04年） | 408              | [ 東武 3 ] |
| 2023年（令和05年） | 397              | [ 東武 4 ] |
| 2024年（令和06年） | 436              | [ 東武 1 ] |

## 駅周辺
- 栃木県道151号堀米停車場線
- 栃木県安蘇庁舎
- 宇都宮地方法務局佐野出張所
- 関東地方整備局渡良瀬川河川事務所佐野河川出張所
- 佐野堀米西郵便局
- 佐野厚生総合病院
- 佐野市こどもの国 - 東武佐野線運転シミュレーターがある。
- 栃木県立佐野高等学校・附属中学校第二グラウンド
- 佐野清澄高等学校
- 佐野信用金庫 堀米支店

## バス路線
最寄りのバス停は「朱雀町」停留所であり、下記の各路線が発着する。
| 停留所 | 運行事業者                          | 系統                   | 行先                         |
| ------ | ----------------------------------- | ---------------------- | ---------------------------- |
| 朱雀町 | 佐野市生活路線バス （さーのって号） | 田沼葛生線5系統・6系統 | 葛生駅南バス回転場 ／ 佐野駅 |

## 隣の駅
東武鉄道
 佐野線
佐野駅 (TI 34) - 堀米駅 (TI 35) - 吉水駅 (TI 36)